# Приморско (община)
Община Приморско се намира в Югоизточна България и е една от съставните общини на област Бургас.

## География

### Географско положение, граници, големина
Общината се намира в източната част на област Бургас. С площта си от 350,084 km2 заема последното 13-о място сред общини на областта, което съставлява 4,52% от територията на областта. Границите ѝ са следните:
- на север и северозапад – община Созопол;
- на югозапад – община Малко Търново;
- на югоизток – община Царево;
- на изток – Черно море.

### Релеф, води, климат

#### Релеф
Релефът на общината е преобладаващо ниско планински. Цялата община попада в най-северните разклонения на планината Странджа. Повече от половината от територията ѝ, в южната част се заема от северните склонове на странджански рид Босна с най-висока точка връх Живак (453 m), разположен в най-югозападната част на общината. Северната част се заема от южните разклонения на Медни рид с максимална височина връх Лободово кале (314 m). На североизток, на полуостров Маслен нос се издига ниския рид Китка (Узунджа баир) с връх Китка (215 m). По долините на реките има малки долинни разширения, най-голямо от които е това по долното течение на Дяволска река, западно от град Приморско.

#### Води
Цялата територия на общината попада в Черноморския водосборен басейн. През нея частично или изцяло протичат три по-големи реки, които директно се вливат в Черно море. В северна част преминава средното и долно течение на река Ропотамо. От югозапад на североизток, а след село Ясна поляна – на изток през общината преминава цялото течение на Дяволска река. В най-югоизточната част на общината, южно от град Китен преминава най-долното течение на Китенска река (Караагач) и най-големият ѝ приток (ляв) Узунчаирска река. На Дяволска река, над село Ясна поляна е изграден големия язовир Ясна поляна, водите на който се използват предимно за водоснабдяване на цялото ни Южно Черноморие. Друг по-голям язовир е „Веселие“, разположен на един малък ляв приток на Ропотамо, югоизточно от село Веселие. Северозападно от устието на Ропотамо се намира блатото Аркутино, а северно и югозападно от Приморско – блатото Стомопло и Дяволското блато, като и трите блата са важни орнитологични места.
По крайбрежието на заливите Стомопло (на север от Приморско) и Дяволския (между Приморско и Китен) се простират обширни плажни ивици.

#### Климат
Климатът на общината се формира под континенталното влияние от север и запад, черноморското от изток и средиземноморското от юг. Други важни фактори, за формирането на изключително благоприятните климатични условия са ниската надморска височина и високата залесеност на Странджа планина. Климатът на общината е умерено континентален с подчертано черноморско и средиземноморско влияние, характерен с мека и къса зима и продължителни и прохладно лято. При надморска височина средно от 16 – 40 m, атмосферното налягане се движи от 712 до 783 mm. Средната температура за територията на общината през последните 10 години е 13,4 °С, а годишната амплитуда в района е една от най-ниските в страната – 19 °С.
Валежите имат есенно – зимен максимум и летен минимум, като годишната им стойност е 500 l/m2. Снежната покривка е краткотрайна със средна продължителност 15 – 17 дни и дебелина 5 – 10 cm. От месец май до месец октомври има слънцегреене с продължителност 1700 слънчеви часа.

### Населени места
Общината се състои от 6 населени места – 2 града и 4 села.

Списък на населените места, подредени по азбучен ред, население и площ на землищата им:
| Населено място  | Пребр. на населението през 2021 г. | Площ на землището (в км2) | Забележка (старо име)                                  | Населено място | Пребр. на населението през 2021 г. | Площ на землището (в км2) | Забележка (старо име)    |
| Веселие         | 458                                | 61,054                    | Саръ Муса (до 1934 г.), Веселия от 1934 г. до 1956 г.) | Писменово      | 144                                | 84,101                    | Узун чаир (до 1922 г.)   |
| Китен           | 823                                | 17,003                    | Урдовиза (до 1937 г.)                                  | Приморско      | 2786                               | 69,415                    | Кюприя (до 1934 г.)      |
| Ново Паничарево | 828                                | 92,974                    |                                                        | Ясна поляна    | 579                                | 55,537                    | Алан кайряк (до 1934 г.) |

## Административно-териториални промени
- Писмо № 367 на МВР от 20 януари 1922 г. – признава н.м. Узун чаир за с. Писменово;
- Писмо № 7365 на МВР от 15.06.1932 г. – признава н.м. Урдовиза за с. Урдовиза;
- МЗ № 2820/обн. 14.08.1934 г. – преименува с. Саръ Муса на с. Веселия;

– преименува с. Кюприя на с. Приморско;
– преименува с. Алан кайряк на с. Ясна поляна;
- МЗ № 1689/обн. 27.09.1937 г. – преименува с. Урдовиза на с. Китен;
- МЗ № 1695/обн. 27.09.1937 г. – заличава изселената през 1921 г. м. Ченгер;
- през 1956 г. – осъвременено е името на с. Веселия на с. Веселие без административен акт;
- Указ № 2190/обн. ДВ бр.83/20.10.1981 г. – признава с. Приморско за гр. Приморско;

– присъединява с. Китен като квартал на гр. Приморско;
- Указ № 250/обн. 22.08.1991 г. – отделя с. Китен от гр. Приморско и го признава за отделно населено място – с. Китен;
- Указ № 258/обн. ДВ бр.57/11.07.1997 г. – създава нова община Приморско, включваща населените места: гр. Приморско и селата Ново Паничарево, Писменово и Ясна поляна;

– отделя гр. Приморско и неговото землище от община Царево и го присъединява към новообразуваната община Приморско;
– отделя селата Ново Паничарево и Ясна поляна и техните землища от община Созопол и ги присъединява към новообразуваната община Приморско;
– отделя с. Писменово и неговото землище от община Царево и го присъединява към новообразуваната община Приморско;
- Указ № 102/обн. 17.04.2001 г. – отделя с. Китен и неговото землище от община Царево и го присъединява към новообразуваната община Приморско;
- Указ № 127/обн. 24.04.2002 г. – отделя с. Веселие и неговото землище от община Созопол и го присъединява към новообразуваната община Приморско
- Реш. МС № 557/обн. 21.06.2005 г. – признава с. Китен за гр. Китен;

## Население
Население на община Приморско през годините, според данни на НСИ:
| Година | Население |
| 2010   | 7144      |
| 2011   | 6082      |
| 2012   | 6052      |
| 2013   | 6030      |
| 2014   | 6078      |
| 2015   | 6311      |
| 2016   | 6234      |
| 2017   | 6151      |
| 2018   | 6124      |
| 2019   | 6173      |
| 2020   | 6295      |
| 2021   | 6433      |
| 2022   | 5637      |
| 2023   | 6174      |

### Раждаемост, смъртност и естествен прираст
Раждаемост, смъртност и естествен прираст през годините, според данни на Националният статистически институт:
| Година | Численост  | Численост | Численост | Година | Средно на 1000 души (в ‰) | Средно на 1000 души (в ‰) | Средно на 1000 души (в ‰) |
| Година | Живородени | Починали  | Прираст   | Година | Раждаемост                | Смъртност                 | Естествен прираст         |
| ------ | ---------- | --------- | --------- | ------ | ------------------------- | ------------------------- | ------------------------- |
| 2008   | 79         | 97        | -18       | 2008   | 11.3                      | 13.9                      | -2.6                      |
| 2009   | 69         | 98        | -29       | 2009   | 9.6                       | 13.7                      | -4.0                      |
| 2010   | 60         | 90        | -30       | 2010   | 8.4                       | 12.6                      | -4.2                      |
| 2011   | 70         | 112       | -42       | 2011   | 11.5                      | 18.4                      | -6.9                      |
| 2012   | 66         | 103       | -37       | 2012   | 10.9                      | 17.0                      | -6.1                      |
| 2013   | 62         | 116       | -54       | 2013   | 10.3                      | 19.2                      | -9.0                      |
| 2014   | 67         | 101       | -34       | 2014   | 11.0                      | 16.6                      | -5.6                      |
| 2015   | 70         | 109       | -39       | 2015   | 11.1                      | 17.3                      | -6.2                      |
| 2016   | 54         | 113       | -59       | 2016   | 8.7                       | 18.1                      | -9.4                      |
| 2017   | 45         | 100       | -55       | 2017   | 7.3                       | 16.3                      | -9.0                      |
| 2018   | 46         | 86        | -40       | 2018   | 7.5                       | 14.0                      | -6.5                      |
| 2019   | 50         | 122       | -72       | 2019   | 8.1                       | 19.8                      | -11.7                     |
| 2020   | 50         | 125       | -75       | 2020   | 7.9                       | 19.9                      | -12.0                     |
| 2021   | 66         | 138       | -72       | 2021   | 10.3                      | 21.5                      | -11.2                     |
| 2022   | 49         | 111       | -62       | 2022   | 8.7                       | 19.7                      | -11.0                     |
| 2023   | 53         | 106       | -53       | 2023   | 8.6                       | 17.2                      | -8.6                      |

### Етнически състав
Преброяване на населението през 2011 г.
Численост и дял на етническите групи според преброяването на населението през 2011 г., по населени места (подредени по численост на населението):
| Населено място  | Численост | Численост | Численост | Численост | Численост | Численост           | Численост     | Населено място  | Дял (в %) | Дял (в %) | Дял (в %) | Дял (в %) | Дял (в %)           | Дял (в %)     |
| Населено място  | Общо      | Българи   | Турци     | Цигани    | Други     | Не се самоопределят | Не отговорили | Населено място  | Българи   | Турци     | Цигани    | Други     | Не се самоопределят | Не отговорили |
| Общо            | 6064      | 4268      | 84        | 577       | 37        | 37                  | 1061          | 100.00          | 70.38     | 1.38      | 9.51      | 0.61      | 0.61                | 17.49         |
| --------------- | --------- | --------- | --------- | --------- | --------- | ------------------- | ------------- | --------------- | --------- | --------- | --------- | --------- | ------------------- | ------------- |
| Приморско       | 2965      | 2214      | 21        | 242       | 19        | 15                  | 454           | Приморско       | 74.67     | 0.70      | 8.16      | 0.64      | 0.50                | 15.31         |
| Китен           | 958       | 908       |           | 18        |           | 8                   | 17            | Китен           | 94.78     |           | 1.87      |           | 0.83                | 1.77          |
| Ново Паничарево | 765       | 391       | 8         | 297       | 5         | 7                   | 57            | Ново Паничарево | 51.11     | 1.04      | 38.82     | 0.65      | 0.91                | 7.45          |
| Ясна поляна     | 684       | 254       | 10        | 11        |           |                     | 406           | Ясна поляна     | 37.13     | 1.46      | 1.60      |           |                     | 59.35         |
| Веселие         | 550       | 485       | 39        | 9         | 8         | 6                   | 3             | Веселие         | 88.18     | 7.09      | 1.63      | 1.45      | 1.09                | 0.54          |
| Писменово       | 142       | 16        |           | 0         |           |                     | 124           | Писменово       | 11.26     |           | 0.00      |           |                     | 87.32         |

## Политика

### Общински съвет
Състав на общинския съвет, избиран на местните избори през годините:
| Партия или сдружение | 2003    | 2007    | 2011    | 2015    |
| Избирателна активност по време на изборите | 69,14 % | 77,12 % | 66,30 % | 68,74 % |
| Общ брой места | 13      | 13      | 13      | 13      |
| --- | ------- | ------- | ------- | ------- |
| ГЕРБ |         | 2       | 5       | 9       |
| Коалиция „Заедно за община Приморско“ (Реформаторски блок, Алтернатива за българско възраждане, Български демократичен център, СДП, БСД, НРП) |         |         |         | 4       |
| Коалиция „Димитър Димитров за община Приморско“ (Българска социалдемокрация, Движение „Гергьовден“, Зелена партия, Земеделски съюз „Александър Стамболийски“, Обединена социалдемокрация, Национално движение „Симеон Втори“, Политическо движение „Социалдемократи“)                                                                                 |         |         | 4       |         |
| Българска социалистическа партия | 4       | 3       | 2       |         |
| Коалиция „Синята коалиция Приморско“ (Демократи за силна България, Съюз на свободните демократи) |         |         | 2       |         |
| Коалиция за общински съветници: Съюз на демократичните сили, Българска социалдемокрация, Български демократичен съюз „Радикали“, Зелена партия, Българска социалдемократическа партия, Земеделски народен съюз, Национално движение „Симеон Втори“, Рома, Политическо движение „Социалдемократи“, Земеделски съюз „Александър Стамболийски“, Евророма |         | 4       |         |         |
| Коалиция „ВМРО – БНД, БЗНС“ (ВМРО – Българско национално движение, Национално сдружение - Български земеделски народен съюз) |         | 2       |         |         |
| Атака |         | 2       |         |         |
| Коалиция: Българска социалдемократическа партия, Български социалдемократически съюз, БСД, ВМРО – Българско национално движение, БЗНС, Национално сдружение - Български земеделски народен съюз, Зелена партия | 5       |         |         |         |
| Български демократичен съюз „Радикали“ | 1       |         |         |         |
| Атанас Стоянов Петров – Независим | 1       |         |         |         |
| Дико Митрев Шурелов – Независим | 1       |         |         |         |
| Съюз на демократичните сили | 1       |         |         |         |

## Икономика и инфраструктура

### Туризъм
Туризмът и обслужващата го сфера са най-динамично развити в структурата на общинската икономика. Създадени са условия за различни видове туризъм – не само релаксационен, културен, селски, риболовен, ловен, спортен, екотуризъм и др. Поради привлекателността на курортните селища има засилен инвестиционен процес и развитие на строителната индустрия.
Природата е дарила община Приморско с разнообразни и уникални природни ресурси. Крайбрежието изобилства със заливи и чисти и удобни плажове със защитени дюни. От първостепенно значение за развитието на туризма са плажовете с обща площ 1 045 000 m², отделно само защитените дюни са 523 000 m².
През 80-те години на ХХ век тук се намира най-голямата туристическа леглова база в България (по това време – над 180 почивни станции, хотели и къмпинги). През 1981 г. държавата обединява Приморско, ММЦ Приморско и Китен в град, като се застъпва идеята новото населено място да носи името Лазурен бряг. Смяната на политическия строй и последвалите промени в политическия живот на България водят до разединение на два отделни града и две курортни селища. Те формално образуват конгломерация, която включва старата градска част на град Приморско, новата част на града (новия квартал), с.о. Узунджата, комплекса ММЦ Приморско и Китен. Сега конгломерация Приморско притежава най-голямата туристическа леглова база (над 1000 хотела и частни квартири с над 500 000 легла), с по-добър мек климат и конкурентна визия, инфраструктура и озеленяване, сравнени с базата на Слънчев бряг. През зимния период се обитава от 7526 постоянни жители. През летния сезон по неофициални данни цифрата надминава 350 000 жители. Неизбежното естественото обединение на конгломерацията и екологичночистата природа обуславят региона като ключов и най-важен туристически център на Южното Черноморие.

### Транспорт
През общината преминават частично 3 пътя от Републиканската пътна мрежа на България с обща дължина 45,9 km:
- участък от 13,6 km от Републикански път II-99 (от km 29,3 до km 42,9);
- последният участък от 23 km от Републикански път III-992 (от km 9,5 до km 32,5);
- последният участък от 9,3 km от Републикански път III-9009 (от km 2,9 до km 12,2).

### Водоснабдяване и канализация
Питейното водоснабдяване на община Приморско се извършва от два водоизточника – язовирите „Ясна поляна“ и „Ново Паничарево“. Водопроводната мрежа в Приморско и Китен е от железни и пластмасови тръби. В селата все още преобладават етернитовите тръби, като политиката е за поетапното им подменяне със съвременен тип. През 2014 г. цялата урбанизирана територия на село Веселие е приведена в съответствие с нормативно утвърдениете стандарти след приключване на проект за реконструкция на водопроводната му мрежа. 
Приморско и Китен са с канализационна система от смесен тип. Община Приморско разполага с изградена пречиствателна станция за отпадъчните води – механично-биологичен тип. 

## Топографски карти
- Лист от карта K-35-56. Мащаб: 1 : 100 000.
- Лист от карта K-35-68. Мащаб: 1 : 100 000.